# 인권과 민주화 개혁당
인권과 민주화 개혁당(영어: Human Rights and Democracy Movement)은 통가의 정당이다. 현재 당수는 울리티 우에타이다.

## 역사
1970년 말, 통가 내에서 민주화를 찬성하는 사람끼리 모여 비공식적으로 조직을 만들었다. 1992년, 찬성 민주화 개혁당으로 창당했으며 1998년 10월, 지금의 당명인 인권과 민주화 개혁당으로 당명을 변경하였다. 2010년 통가 총선거때, 아킬리시 포히바가 프렌들리 제도 민주당을 창당하며 탈당하였다.

## 역대 선거 결과
- 1999년 통가 총선거

1999년 통가 총선거에서 5석을 획득하였다.
- 2002년 통가 총선거

일반 의석 9석 중 7석을 차지하며 여당이 되었다.
- 2005년 통가 총선거

3년전인, 2002년 선거와 동일한 의석 수인 7석을 획득하였다. 또, 당원 중 펠레티 세벨레는 내각으로 선출되어 통가의 총리 중 최초로 왕족이 아닌 인물이 총리가 되었다.
- 2008년 통가 총선거

2008년 선거에서는 4석을 획득하였다.
- 2010년 통가 총선거

2010년 선거에서는 아무런 의석도 획득하지 못하였다.